# London Underground C69 and C77 Stock
De C-Stock is een verzamelnaam voor treinstellen die gebruikt werden in de Londense Metro. Het gaat om de types C69, gebouwd in 1969 en C77, gebouwd in 1977. Ze werden ingezet op de District Line, sectie Edgeware Road-Wimbledon, Circle Line en Hammersmith & City Line. Ze werden onderhouden in het depot van Hammersmith.

## Ontwerp
De treinstellen waren tweewagenstellen bestaande uit een motorrijtuig met cabine (DM = Driving Motor) en een niet gemotoriseerd rijtuig zonder cabine (T = Trailer). Ze reden altijd met 3 gekoppelde treinstellen, dus als 6-wagentrein. Er zijn vier paar dubbele deuren per rijtuig. Bij het oorspronkelijke ontwerp hadden de stellen een vis-à-vis-opstelling. Deze is later gewijzigd in een opstelling met banken op een rij langs de zijkant (zie foto).

## Afvoer
De C-Stock werd tussen januari 2013 en juni 2014 vervangen door de S7 Stock. Bij wijze van proef werden al enkele stellen vervangen in 2011 om de onderdelen voor het resterende materieel te gebruiken. Drie rijtuigen zijn bewaard gebleven, waarvan één bij het London Transport Museum, depot Acton.

## Fotogalerij

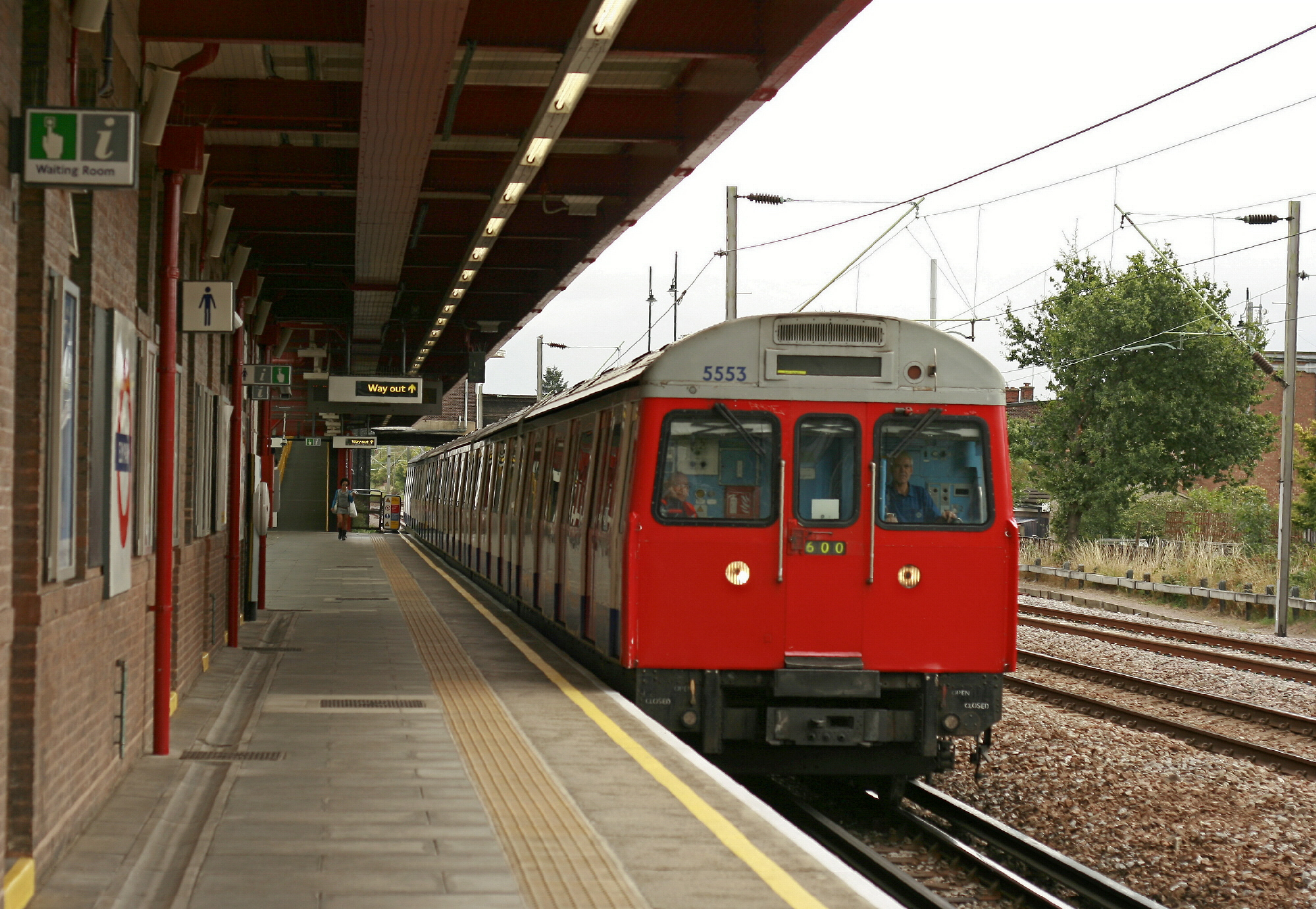
Op station Elm Park
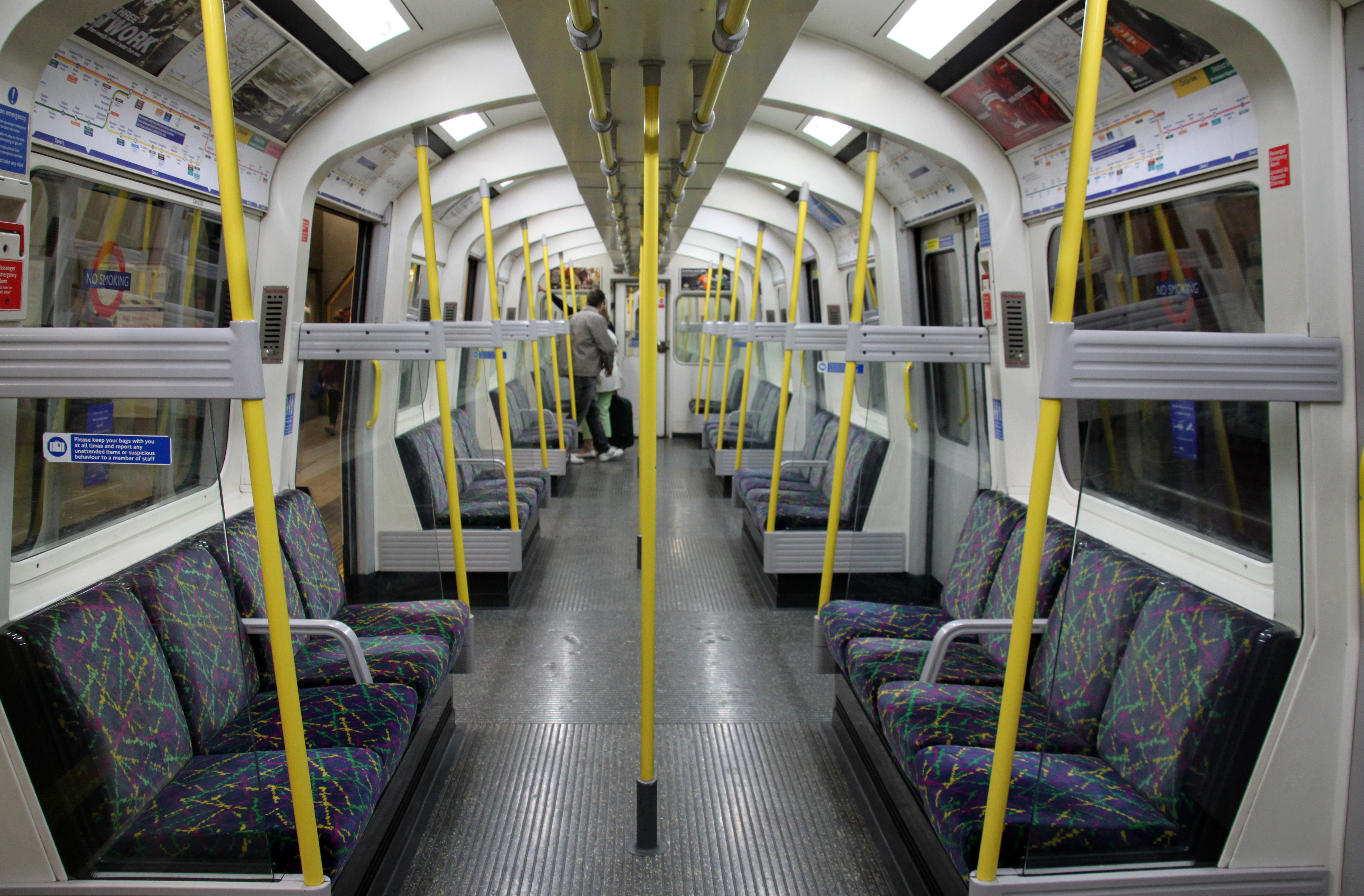
Interieur
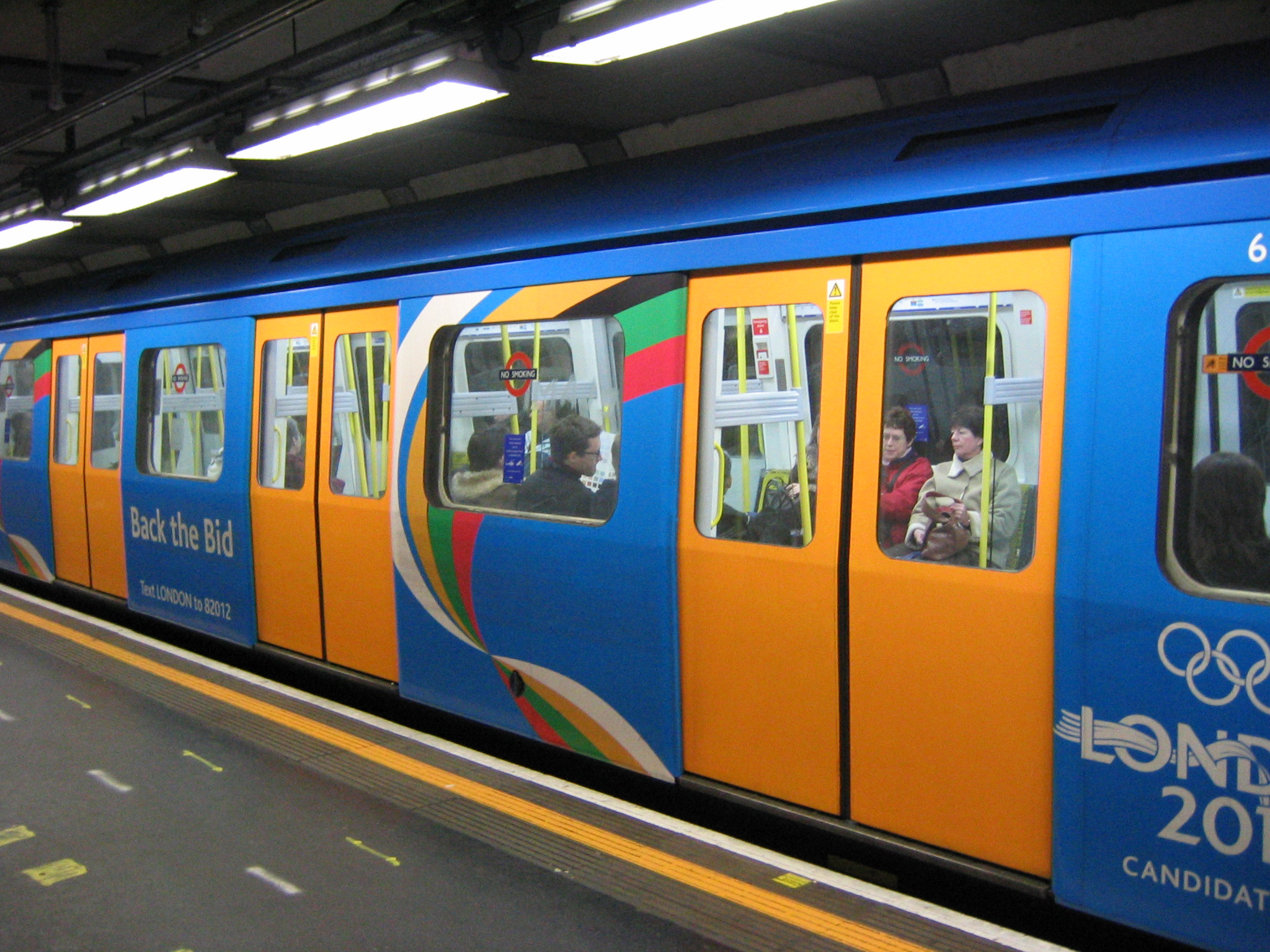
Speciale uitvoering vanwege de Olympische Spelen van 2012
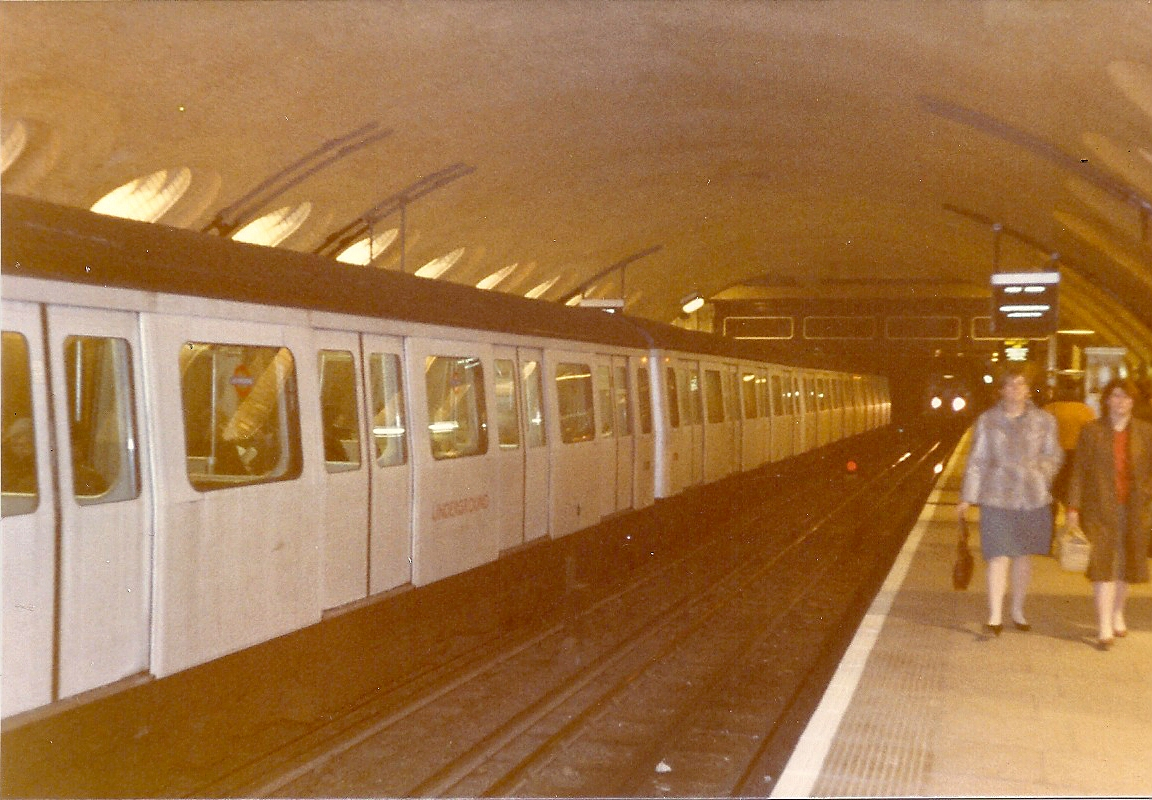
C Stock trein van de Circle Line op station Baker Street